# Agrostis scabra
{{#ifeq:0|0|{{#if:|{{#if:Agrostisscabra|[[]}}|}}}}
Agrostis scabra — багаторічна трав'яниста рослина родини тонконогові (Poaceae), поширена у від субтропічних до низькоарктичних областях Північної Америки й Азії. Етимологія: лат. scaber — «шершавий».

## Опис
Утворює щільні пучки. Стебла прямі, довжиною 30–60 см. Листя: лігули 1.5–4 мм завдовжки; листові пластини грубі, довжиною до 14 сантиметрів, 0.5–3 мм шириною. Суцвіття — волоть відкрита, яйцювата, довжиною 7–30 см з колосками, згрупованими до кінчиків гілочок. Первинні гілочки суцвіть розлогі, тонкі, шершаві, розгалужені вище середини, довжиною 5–15 см. Колоски поодинокі. Родючі колоски з квітоніжками. Родючий колосок складається з 1 родючої квітки. Колоски еліптичні, 2.2–3 мм завдовжки, розпадаються при зрілості. Колоскові луски стійкі, подібні, перевищують верхівки квітів, міцніші ніж родючі леми, блискучі. Нижня колоскова луска ланцетна, 2.2–3 мм завдовжки, 1-кілева, 1-жильна, верхівка гостра або загострена. Верхня колоскова луска такої ж довжини й основних характеристик. Родюча лема довгаста, 0.9–1.2 мм завдовжки, гіалінова, без кіля, 5-жильна. Верхня квіткова луска відсутня або крихітна. Пиляків 3; 0.6 мм завдовжки.

## Поширення
Північна Америка: Ґренландія, Канада, США, Мексика; Азія: Японія, Корея, східний Сибір, Далекий Схід. Натуралізований: Австрія, Ліхтенштейн, Бельгія, Люксембург, Велика Британія, Данія, Фінляндія, Франція, Німеччина, Нідерланди, Норвегія, Російська Федерація, Швеція, Домініканська Республіка, Аргентина, Чилі. Живе в безлічі місць проживання, від теплих прибережних долин до альпійського клімату високих гірських хребтів.

## Галерея

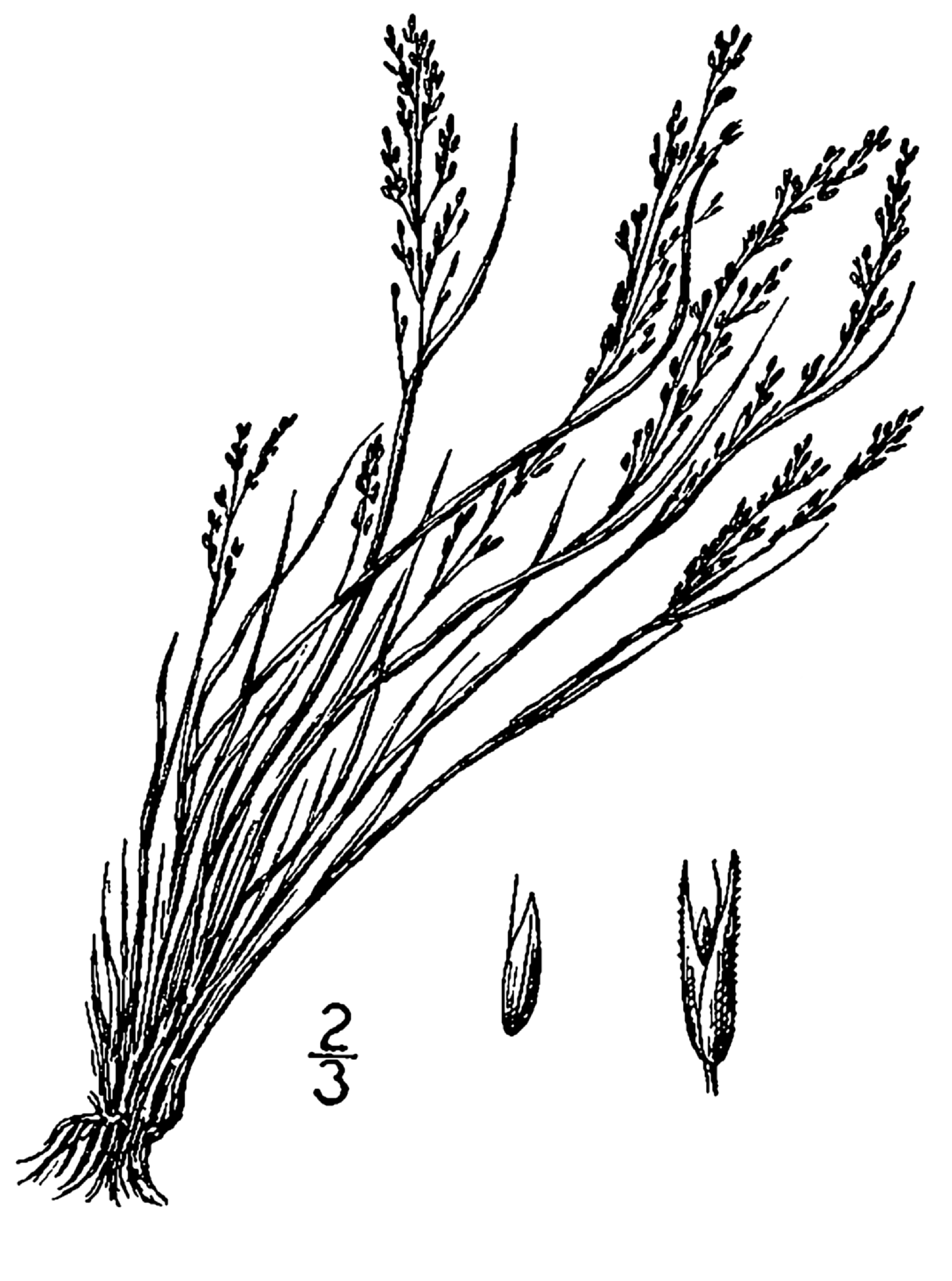
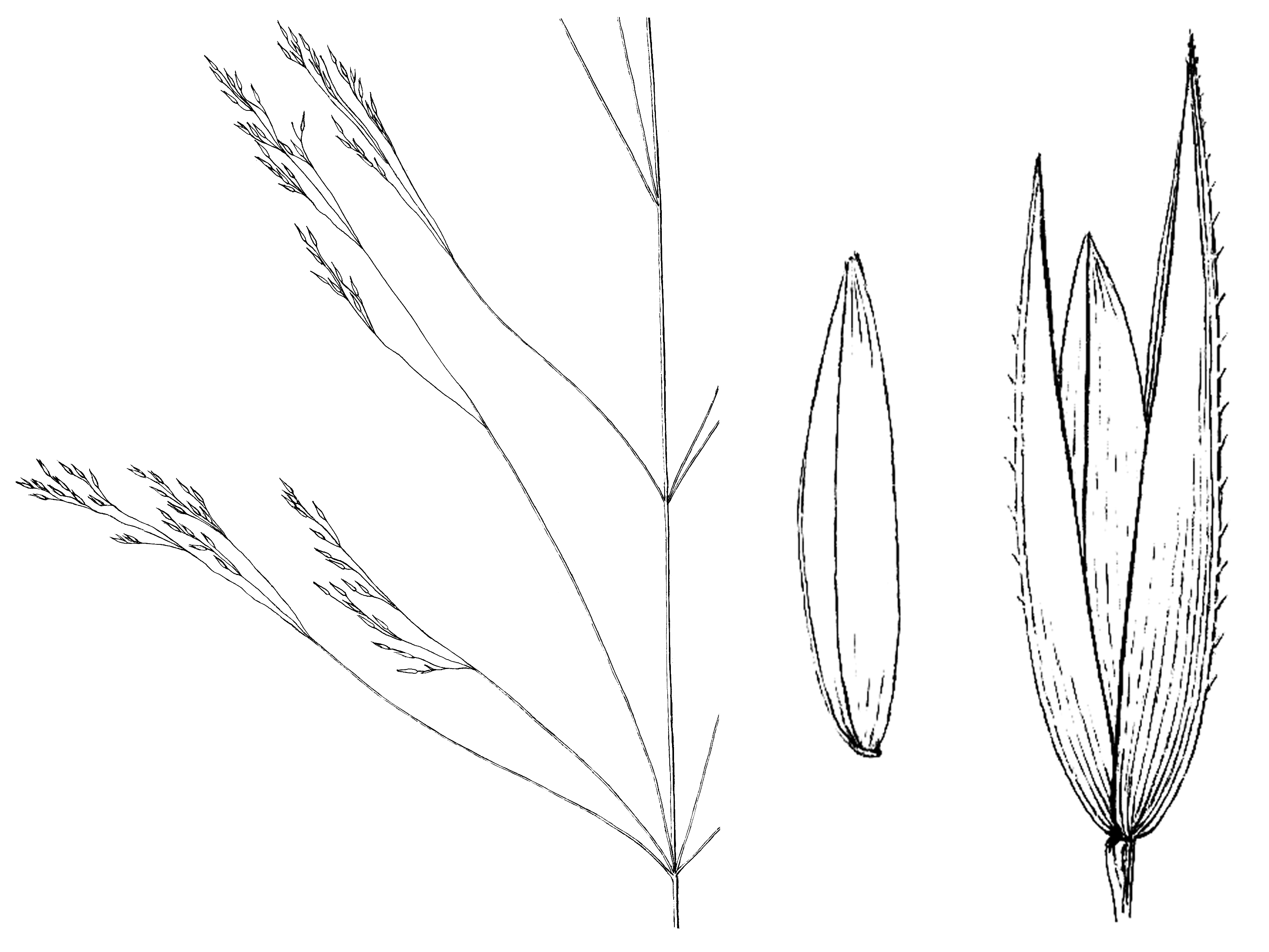